# Antarctica New Zealand
Antarctica New Zealand is een Nieuw-Zeelandse organisatie, opgericht onder The New Zealand Antarctic Institute Act (1996), met als doel de ontwikkeling, het behoud en de administratie van de activiteiten van Nieuw-Zeeland in de Zuidelijke Oceaan en de Rosszee-regio in het bijzonder.
Verder is de organisatie verantwoordelijk voor het management van Basis Scott op het eiland Ross